# Томи Каревик
Томи Каревик (на шведски: Tommy Karevik) е вокалист на шведската прогресив рок група „Севънт Уондър“ (Seventh Wonder) и на американската симфоник метъл група „Камелот“ (Kamelot). Също така, участва в концептуалния албум на Ериън (Ayreon) от 2013 г. The Theory of Everything, където изпълнява ролята на главния герой.

## Биография и творчество
Томи Каревик е роден на 1 ноември 1981 г. в Ботширка, Стокхолм, Швеция. Започва да пее от ранна възраст и в началното училище участва в училищния хор.
През 2004 г. Томи Каревик записва няколко песни с Виндиктив (Vindictiv). Скоро напуска групата, за да се включи в прогресив метъл групата „Севънт Уондър“, преди издаването на дебютния им албум Become през 2005 г. След присъединяването на Каревик, групата прави кратко турне, за да промотира албума.
Вторият студиен албум на групата, Waiting in the Wings, е издаден през 2006 г. и получава много положителни отзиви.
През 2008 г. издават концептуалния албум Mercy Falls, а през 2010 г. – The Great Escape.
През 2011 г. Каревик е гост-вокалист на американската метъл група Камелот. Групата е принудена да направи турне без дългогодишния си вокал Рой Кан, който не може да участва поради лични проблеми. Кан е заместен временно с италианския певец Фабио Лионе от групата Rhapsody of Fire и по време на турнето Камелот обявяват, че Кан е напуснал групата. По време на турнето на Камелот в Европа, Каревик се присъединява към тях, като участва предимно с беквокали.
На 22 юни 2012 г. Камелот обявяват, че Каревик е водещ вокал на групата, на мястото на Рой Кан.
На 31 август 2013 г. е обявено, че Каревик ще бъде гост-вокал и ще изпълни главната роля в проекта на Ayreon в стил прогресив рок опера The Theory of Everything.
Каревик посочва като свои музикални икони Майкъл Джексън, Йорн Ланде, Ръсел Алън и групата Куийн, които особено са му повлияли.
Освен като музикант, Каревик работи и като пожарникар.

## Дискография

### Seventh Wonder
- Waiting in the Wings (2006 г.)
- Mercy Falls (2008 г.)
- The Great Escape (2010 г.)

### Firecracker
- Born of Fire (2010 г.)

### PelleK
- My Demons (2010 г.)
- Bag of Tricks (2012 г.)

### Kamelot
- Silverthorn (2012 г.)
- Haven (2015 г.)

### Ayreon
- The Theory of Everything (2013 г.)